# 马尔科·塔尔代利
马尔科·塔尔代利（義大利語：Marco Tardelli，1954年9月24日—），意大利男子足球运动员，场上位置是中场。他曾代表意大利国家队参加1978年、1982年和1986年国际足联世界杯，其中1982年世界杯获得冠军。